# Elizabeth Doleová
Mary Elizabeth „Liddy“ Alexander Hanford Dole (* 29. července 1936, Salisbury, Severní Karolína, USA) je americká politička a manželka politika Boba Dolea.

## Politická dráha

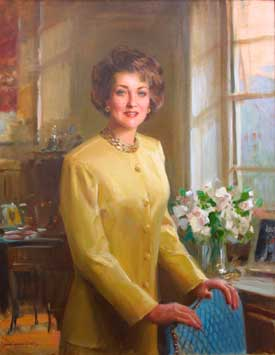
Portrét ministryně práce Elizabeth Doleové

V roce 1967 začala pracovat jako asistentka personálu k ministrovi zdravotnictví, školství a sociálních věcí za vlády Lyndona B. Johnsona. V letech 1969 až 1973 působila jako zástupkyně asistentky prezidenta Nixona pro záležitosti spotřebitele. V roce 1973 ji Nixon jmenoval na sedmileté funkční období ve Federální obchodní komisi.  Na jaře roku 1972 se seznámila se svým budoucím manželem Bobem Dolem. V roce 1975 se oficiálně stala republikánkou. V letech 1981 až 1983 působila jako ředitelka Kanceláře pro styk s veřejností v Bílém domě a v letech 1983 až 1987 jako ministryně dopravy Spojených států pod Ronaldem Reaganem. Doleová vykonávala v letech 1989 až 1990 ministryni práci pod Georgem H. W. Bushem.